# Język serbski

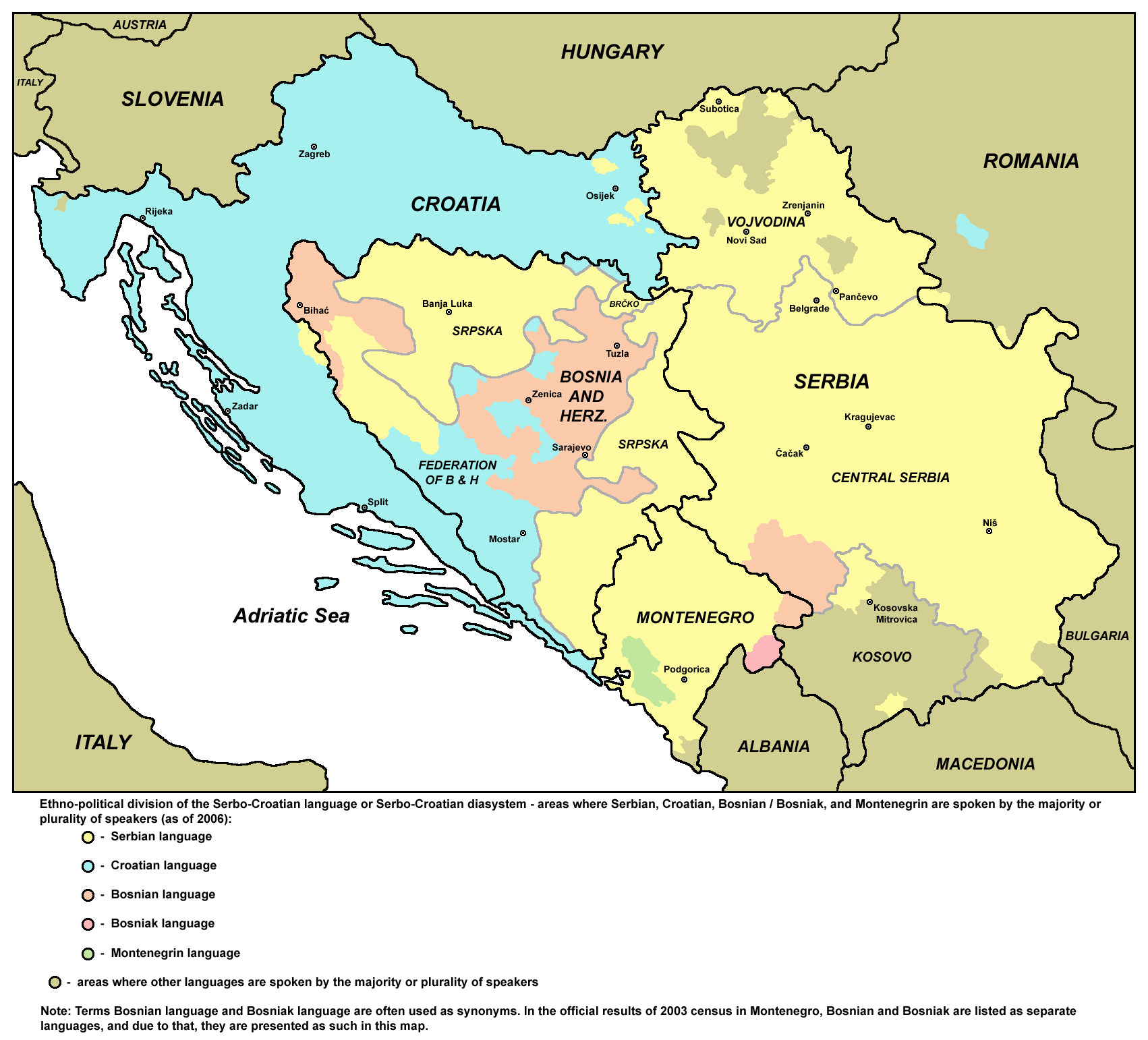
Diasystem serbsko-chorwacki (2006)

Język serbski (serb. cрпски језик / srpski jezik) – język indoeuropejski z grupy zachodniej języków południowosłowiańskich, używany przez Serbów. Ma status języka urzędowego w Serbii i spornym Kosowie. W Bośni i Hercegowinie jest jednym z trzech języków urzędowych, obok bośniackiego i chorwackiego. Łącznie językiem tym posługuje się ok. 12 mln ludzi. Po serbsku mówi też ludność serbska w Czarnogórze, Chorwacji, Macedonii Północnej, Rumunii, Czechach oraz na Węgrzech i Słowacji. 
Status języka serbskiego i kwestia jego odrębności od języka chorwackiego stanowi przedmiot kontrowersji politycznej . Standardowy język serbski opiera się na dialekcie sztokawskim, który jest najszerzej rozpowszechnionym kodem komunikacyjnym na serbsko-chorwackim obszarze językowym.
Z punktu widzenia typologii serbski należy do kategorii języków fleksyjnych. W zdaniu przeważa szyk SVO (podmiot orzeczenie dopełnienie), przy czym szyk wyrazów jest stosunkowo swobodny. W języku standardowym istnieje siedem przypadków, do których dołącza się przyimki. W serbskim stosunkowo rzadko stosuje się formy bezokolicznika, co wynika ze związków tego języka z bałkańską ligą językową.
Charakterystyczną cechą języka serbskiego jest stosowanie dwóch równoległych form zapisu: cyrylicy i alfabetu łacińskiego; oba systemy pisma są w powszechnym użyciu. Do specyfiki ortografii serbskiej należy dopasowywanie postaci graficznej nazw obcych do pisowni serbskiej, zarówno w zapisie cyrylickim, jak i w wersji łacińskiej.

## Rozwój literackiego języka serbskiego
W roli pierwszego literackiego języka Serbów wystąpił język staro-cerkiewno-słowiański, który w IX w. stał się pierwszym spisanym językiem słowiańskim. Pojawienie się pisanego języka słowiańskiego zawdzięczamy braciom Cyrylowi i Metodemu, greckim mnichom, którzy na prośbę księcia wielkomorawskiego Rościsława przybyli do jego państwa by tam prowadzić misję chrystianizacyjną w języku słowiańskim, co miało uchronić państwo wielkomorawskie przed wzrostem wpływów duchowieństwa niemieckiego na Morawach. Cyryl przed przybyciem na Morawy stworzył nowy alfabet (głagolica), którym w języku słowiańskim spisano przekłady najpotrzebniejszych modlitw i tekstów liturgicznych. Wraz z przyjęciem chrześcijaństwa w obrządku bizantyjskim Serbowie przyjęli staro-cerkiewno-słowiański.
Z racji tego, że księgi przepisywane były ręcznie szybko do tekstów zaczęły przenikać słowa i zjawiska fonetyczne charakterystyczne dla terenów, na których powstawały kopie tych ksiąg. W ten sposób język staro-cerkiewno-słowiański rozszczepił się na odmiany, zwane redakcjami języka cerkiewnosłowiańskiego. Rozwinęły się więc redakcje ruska, bułgarska, a od XII w. serbska języka cerkiewnosłowiańskiego, w której powstały najważniejsze teksty serbskiego średniowiecza – głównie akty prawne i żywoty świętych. Wraz z podbojem ziem serbskich przez Turków w XIV i XV w. doszło do zahamowania rozwoju piśmiennictwa serbskiego, które od tej pory ograniczać się będzie wyłącznie do cerkwi prawosławnej. W XVIII w. redakcja serbska języka cerkiewnosłowiańskiego została zastąpiona rosyjską, która wraz z językiem ludowym, a od lat 1980. także z tzw. słowianoserbskim, będącym połączeniem elementów języka rosyjskiego, cerkiewnosłowiańskich i ludowego serbskiego, staną się trzema równorzędnie używanymi językami literackimi.
Narodziny współczesnego języka serbskiego wiążą się z osobą Vuka Karadžicia, reformatora języka i pisowni serbskiej, który zerwał z tradycją cerkiewną i oparł język literacki na jednym z dialektów serbskich. Jak trudnym w praktyce było to zadanie niech świadczy fakt, że próbując tłumaczyć Nowy Testament przy pomocy wyłącznie języka ludowego, w którym brakowało słów potrzebnych do przekładu, często odwoływał się do tradycji cerkiewnej lub po prostu tworzył neologizmy. Jednak zapoczątkowana w drugim dziesięcioleciu XIX w. reforma Vuka Karadžicia po latach sporów doczekała się praktycznego zastosowania. Szczególną rolę w tym miały utwory wybitnych poetów serbskich tego okresu: Piotra Niegosza i Branka Radičevicia, którzy swe utwory stworzyli w języku opartym na ludowym języku serbskim.
Pierwsze gimnazjum z językiem serbskim powstało w 1791 roku w Karłowicach. Pierwszym popularnym pisarzem, piszącym w języku serbskim, był Dositej Obradovič, późniejszy założyciel pierwszej wyższej uczelni serbskiej.
W XIX w. popularna stała się idea jedności Słowian. Jednym z wariantów tej jedności miała być idea jugosłowiańska, czyli kulturalnej i językowej jedności południowych Słowian. W 1850 roku w Wiedniu podpisano umowę językową między Serbami i Chorwatami, która była początkiem tworzenia się standardu literackiego, który w dwudziestym wieku zyskał miano serbsko-chorwackiego lub chorwacko-serbskiego. Proces unifikacji języka zakończono w 1954 roku w Nowym Sadzie (Serbia), gdzie potwierdzono istnienie wspólnego języka standardowego dla Serbów, Chorwatów i Czarnogórców. Ustalono między innymi, że istnieje równoprawność dialektów chorwackich i serbskich oraz alfabetów łacińskiego i cyrylickiego. Po rozpadzie Jugosławii język serbsko-chorwacki w postaci unitarnego standardu oficjalnie przestał istnieć, ustępując miejsca oddzielnych wariantom językowym: serbskiemu, chorwackiemu i bośniackiemu.

## Podział dialektalny
Standardowy (literacki) język serbski opiera się na narzeczu sztokawskim, a dokładniej na dialektach szumadijsko-wojwodińskim i wschodniohercegowińskim. Sztokawszczyzna stanowi również podstawę innych południowosłowiańskich języków standardowych – chorwackiego, bośniackiego, w nowszych czasach także czarnogórskiego.
Na poziomie odmian literackich (standardowych) serbski, chorwacki, bośniacki i czarnogórski bywają traktowane jako narodowe odmiany policentrycznego języka standardowego. Język ten jest określany mianem języka serbsko-chorwackiego; inna nazwa, odnosząca się do dialektu przyjętego za standard, to „sztokawszczyzna standardowa” lub „sztokawszczyzna literacka”.
W obrębie sztokawszczyzny serbskiej istnieją dwa warianty wymowy:
- ekawski w większości Serbii[14].
- (i)jekawski: w Serbii zachodniej, Czarnogórze, Bośni i Hercegowinie (głównie w jej części – Republice Serbskiej). Ten wariant wymowy obejmuje poddialekt wschodniohercegowiński.

Poza dialektem sztokawskim, będącym podstawą języka literackiego, na terenie Serbii wyróżnia się jeszcze dialekt torlacki. Dialekt ten wykazuje liczne cechy wspólne z językami południowosłowiańskimi należącymi do podgrupy wschodniej (takimi jak macedoński) i z tego względu jego dokładna przynależność jest kwestią sporną.
Faktyczne podziały językowe na obszarze serbsko-chorwackim, obejmującym silnie zróżnicowane dialekty (poza sztokawskim i torlackim także kajkawski i czakawski, którymi posługuje się część Chorwatów), nie zawsze pokrywają się z podziałami narodowymi. Cały obszar języków południowosłowiańskich tworzy bowiem kontinuum dialektalne, gdzie trudne jest wyznaczenie ścisłych granic międzyjęzykowych (bez uwzględnienia czynników politycznych i zjawiska standaryzacji językowej).
Dialekty te wraz z czterema odmianami narodowymi podciąga się często pod pojęcie tzw. „języka serbsko-chorwackiego”. Termin ten nie jest powszechnie akceptowany w krajach byłej Jugosławii, ale pozostaje w użyciu wśród części (zagranicznych) językoznawców, jako określenie wspólnej podstawy czterech języków narodowych. Przy wzięciu pod uwagę aspektów socjopolitycznych mówi się o odrębnych językach (typu Ausbau, tj. językach wyróżnianych ze względu na czynnik rozwoju socjolingwistycznego). Jako zamiennik nazwy „język serbsko-chorwacki” zaproponowano termin „diasystem środkowo-południowosłowiański”. Niemniej według pierwotnej koncepcji H. Klossa zasadnie jest mówić o jednym języku policentrycznym („serbsko-chorwackim”), gdyż omawiane odmiany narodowe opierają się na tym samym narzeczu sztokawskim.
W Chorwacji dąży się do rugowania zapożyczeń serbskich i form językowych uważanych za serbskie.

## Użytkownicy języka serbskiego
Ok. 12 milionów osób w Serbii uznaje język serbski za swoją mowę ojczystą – jest on tutaj językiem urzędowym. Serbski ma również status urzędowy w Bośni i Hercegowinie. Istnieje też duża serbska diaspora.

## Pismo

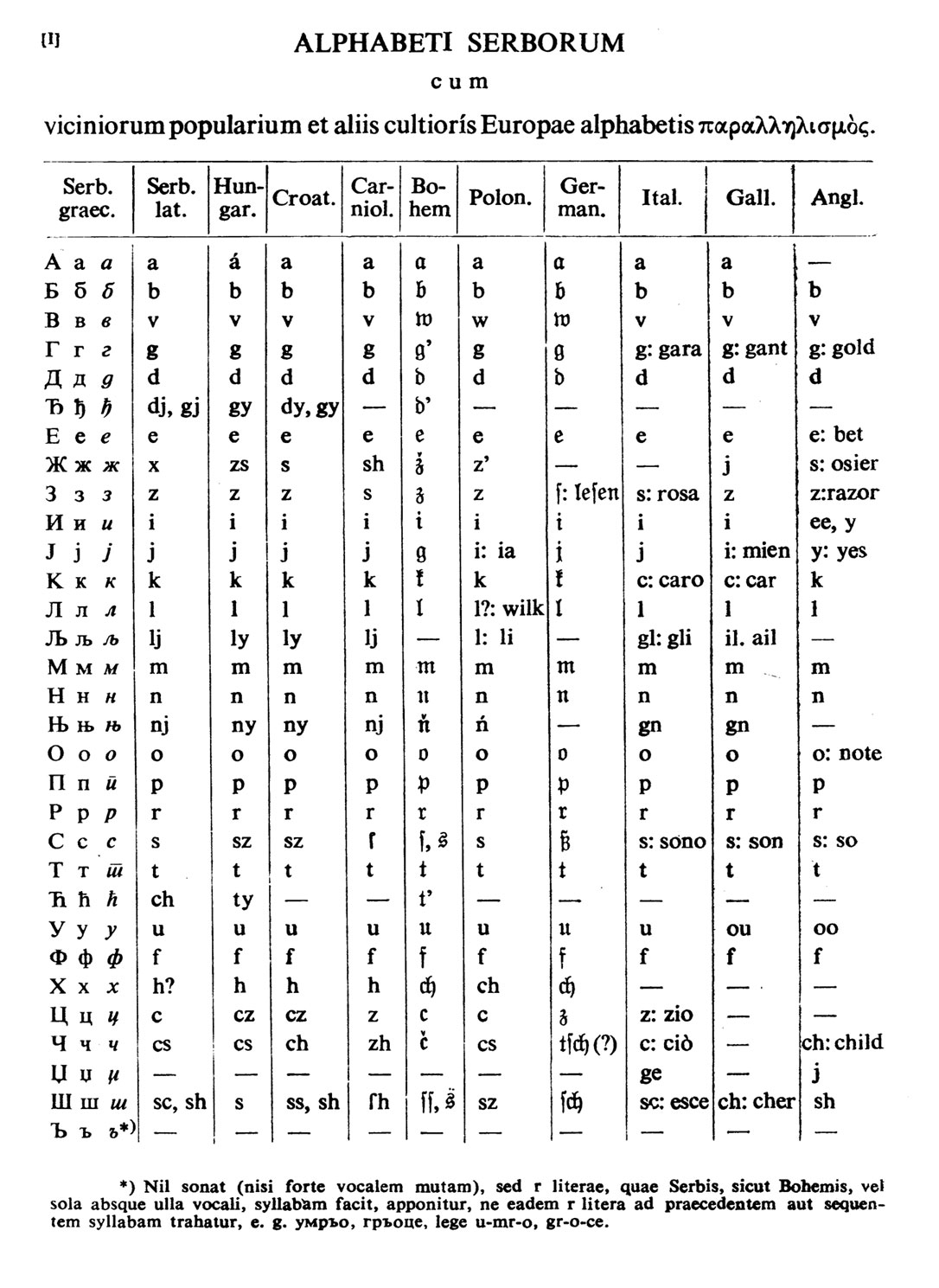
Język serbski zapisany w alfabecie łacińskim i cyrylicy

Współcześnie funkcjonują dwa równoległe sposoby zapisu języka serbskiego: alfabet łaciński (zob. alfabet chorwacki) i cyrylica (zob. cyrylica serbska). Cyrylica, uważana za tradycyjne pismo Serbów, jest stosowana przede wszystkim w Serbii Środkowej, przez Serbów w Czarnogórze, Bośni i Hercegowinie, rzadziej w Chorwacji i na północy Serbii w Wojwodinie. Oprócz geograficznych istnieją również polityczne uwarunkowania używania danego alfabetu. I tak gazety tradycyjne używają cyrylicy, cyrylicą zapisywane są teksty religijne i tradycyjne. Teksty nowoczesne używają obu alfabetów.
Rząd serbski na swojej stronie internetowej stwierdza: „Oficjalnym językiem Serbii jest serbski, a oficjalnie używanym alfabetem jest cyrylica, w użyciu jest też alfabet łaciński. Na obszarach zamieszkanych przez mniejszości etniczne prawo przewiduje użycie w obiegu oficjalnym języka i pisma mniejszości”. 
Czasopisma stosują oba alfabety, na witrynach sklepów widać napisy w różnych alfabetach. Dokumenty oficjalne są jednak publikowane głównie cyrylicą.
W Czarnogórze przeważa obecnie alfabet łaciński.

## Alfabet serbski
| Cyrylica | Łacina | Transkrypcja |
| -------- | ------ | ------------ |
| Аа       | Aa     | A            |
| Бб       | Bb     | B            |
| Вв       | Vv     | W            |
| Гг       | Gg     | G            |
| Дд       | Dd     | D            |
| Ђђ       | Đđ     | Dź           |
| Ее       | Ee     | E            |
| Жж       | Žž     | Ż            |
| Зз       | Zz     | Z            |
| Ии       | Ii     | I            |

| Cyrylica | Łacina | Transkrypcja |
| -------- | ------ | ------------ |
| Jj       | Jj     | J            |
| Кк       | Kk     | K            |
| Лл       | Ll     | Ł            |
| Љљ       | Lj lj  | L            |
| Мм       | Mm     | M            |
| Нн       | Nn     | N            |
| Њњ       | Nj nj  | Ń            |
| Оо       | Oo     | O            |
| Пп       | Pp     | P            |
| Рр       | Rr     | R            |

| Cyrylica | Łacinka | Transkrypcja |
| -------- | ------- | ------------ |
| Сс       | Ss      | S            |
| Тт       | Tt      | T            |
| Ћћ       | Ćć      | Ć            |
| Уу       | Uu      | U            |
| Фф       | Ff      | F            |
| Хх       | Hh      | Ch           |
| Цц       | Cc      | C            |
| Чч       | Čč      | Cz           |
| Џџ       | Dž dž   | Dż           |
| Шш       | Šš      | Sz           |

## Gramatyka
Zob. język serbsko-chorwacki.